# 胸甲硬毛鼠
胸甲硬毛鼠（Geocapromys thoracatus），又名小斯旺島牛鼠，是分佈在洪都拉斯東北部天鵝群島的硬毛鼠。牠們行動遲緩，外觀像豚鼠。牠們在山洞及石縫間以樹皮及葉子築巢。
胸甲硬毛鼠的祖先可能是於5000－7000年前由牙買加帶來。牠們有可能是牙買加硬毛鼠的亞種。於20世紀初牠們也算很普遍，但因1955年嚴重的颶風破壞及家貓的入侵而消失。